# Staats
Staats ist ein Ortsteil der gleichnamigen Ortschaft der Hansestadt Stendal im Landkreis Stendal in Sachsen-Anhalt, (Deutschland).

## Geographie

### Lage
Staats, ein Straßendorf mit Kirche, liegt am Südrand der Altmark im Quellgebiet der Uchte und ist rund 20 Kilometer von Stendal entfernt. Die Staatser Bauernheide im Süden und Südwesten der Gemarkung Staats ist Bestandteil der nördlichen Colbitz-Letzlinger Heide, die zu einem Großteil als Truppenübungsplatz genutzt wird. In diesem Bereich steigt das Gelände bis auf 112 m ü. NHN an. Die Südspitze der Gemarkung grenzt an den Landkreis Börde. Nördlich des Dorfes liegt in der Gemarkung Staats das Flächennaturdenkmal „Moorwiese Volgfelde“. Das Dorf ist umgeben vom Landschaftsschutzgebiet „Uchte-Tangerquellen und Waldgebiete nördlich von Uchtspringe“.
Nachbarorte sind Börgitz und Wendisch Börgitz im Westen, Volgfelde im Norden, Vinzelberg im Nordosten und die Staatser Siedlung im Südwesten.

### Ortschaftsgliederung
Zur Ortschaft Staats gehört nur der Ortsteil Staats, dem der Wohnplatz Staatser Siedlung zugeordnet ist.

## Geschichte

### Mittelalter bis Neuzeit
Das Dorf Staats wurde 1254 als Stazcits erstmals erwähnt, als Markgraf Otto dem Kloster Neuendorf seine Besitzungen bestätigte. 1278 heißt es Villa Statyzt (Stacyst). Im Landbuch der Mark Brandenburg von 1375 wurde ein Lud(eke) de Stazze aufgeführt. Weitere Nennungen des Dorfes sind 1541 Statz und 1687 Statz, 1804 heißt das Dorf Staatz und Staats, es gibt eine Wassermühle und einen Krug.
Bei der Bodenreform wurden 1945 ermittelt: zwei Besitzungen über 100 Hektar hatten zusammen 272 Hektar, 38 Besitzungen unter 100 Hektar hatten zusammen 657 Hektar und zwei Kirchenbesitzungen zusammen 22 Hektar. Der Gemeinde gehörten drei Hektar. Enteignet und aufgeteilt wurden 286,9 Hektar. Im Jahre 1956 entstand die erste Landwirtschaftliche Produktionsgenossenschaft vom Typ III, die LPG „Frohe Zukunft“.
Bis zum Abzug Anfang der 1990er Jahre war in Staats eine Kaserne der sowjetischen/russischen Truppen. Dort befanden sich Flugabwehrraketeneinheiten und ein motorisiertes Schützenregiment.

### Wassermühle
Die Wassermühle in Staats wurde 1335 erstmals erwähnt, als Herzog Otto von Braunschweig dem Kloster Neuendorf Hebungen aus dem Dorfe und der Mühle zu Staz und aus der Mühle zu Borviz verkaufte. Sie ist noch heute zu Schauzwecken in Betrieb wurde bis 1992 gewerblich genutzt.

### Feuerwehr
Staats brannte am 30. Oktober 1890 zu einem großen Teil nieder. Das Feuer war durch spielende Kinder entstanden. Im Frühjahr 1898 wurde die Freiwillige Feuerwehr Staats-Börgitz gegründet.

### Wüstung Vethwe
Die heutige Wüstung Vethwe liegt südlich von Staats. Im Jahre 1232 wurde ein Dorf Vetve erstmals erwähnt, als der Markgraf Johann I. dem Kloster Neuendorf Besitzungen schenkte. 1233 hieß es dann in einer Urkunde des Grafen Siegfried von Osterburg Vethene, als dieser das Dorf dem Kloster Neuendorf überschrieb. 1251 war Vetwene bereits eine Wüstung. Wilhelm Zahn schrieb im Jahre 1909, dass die Lage des früheren Dorfes nicht bekannt ist. Damals gehörten zur Wüstung die Ackerbreiten Krumme Stücke, Lange Väthen, kurze Väthestücke und Wüste im Kolk. Sie lagen 1,5 Kilometer südlich von Staats, auf der Flur dieses Dorfes, zwischen den Staatser Bergen und der Grenze der Feldmark von Vollenschier.

### Vorgeschichte
In der Nähe von Staats befindet sich eine undatierte Grabhügelgruppe.

### Herkunft des Ortsnamens
Franz Mertens deutet die Erwähnung von 1278 Statyzt als wendisch und nennt als Bedeutungen stado für Viehtrift oder stata für Steig, Fußweg.

### Eingemeindungen
Ursprünglich gehörte das Dorf Staats zum Tangermündeschen Kreis der Mark Brandenburg in der Altmark. Zwischen 1807 und 1813 lag es im Kanton Lüderitz auf dem Territorium des napoleonischen Königreichs Westphalen. Nach weiteren Änderungen gehörte die Gemeinde ab 1816 zum Kreis Gardelegen, dem späteren Landkreis Gardelegen.
Im Jahre 1900 wurden von den Gemeindebezirken Staats und Börgitz 214,4 Hektar abgetrennt, aus denen der selbständige Gutsbezirk Uchtspringe gebildet wurde. Am 30. September 1928 wurde der Gutsbezirk Vollenschier mit der Landgemeinde Staats zu einer neuen Landgemeinde Staats vereinigt. Kurz darauf, am 1. Mai 1932, erfolgte die Bildung einer Landgemeinde Vollenschier aus dem Ortsteil Vollenschier der Landgemeinde Staats.
Am 25. Juli 1952 wurde die Gemeinde Staats in den Kreis Gardelegen umgegliedert. Schon am 4. Dezember 1952 wurde die Gemeinde in den Kreis Stendal umgegliedert. Am 1. Juli 1994 kam Staats dann zum heutigen Landkreis Stendal.
Erst im Jahre 1986 wurde ein Ortsteil Siedlung genannt. Bis zum 31. Dezember 2009 war Staats eine selbständige Gemeinde mit dem zugehörigen Ortsteil Siedlung Staats.
Durch einen Gebietsänderungsvertrag beschloss der Gemeinderat der Gemeinde Staats am 15. Juni 2009, dass die Gemeinde Staats in die Stadt Stendal eingemeindet wird. Dieser Vertrag wurde vom Landkreis als unterer Kommunalaufsichtsbehörde genehmigt und trat am 1. Januar 2010 in Kraft.
Nach der Eingemeindung der bisher selbständigen Gemeinde Staats wurde Staats ein Ortsteil der Stadt Stendal. Für die eingemeindete Gemeinde wurde die Ortschaftsverfassung nach den §§ 86 ff. der Gemeindeordnung Sachsen-Anhalt eingeführt. Die eingemeindete Gemeinde Staats und künftige Ortsteil Staats wurde zur Ortschaft der aufnehmenden Stadt Stendal. In der eingemeindeten Gemeinde und nunmehrigen Ortschaft Staats wurde ein Ortschaftsrat mit fünf Mitgliedern einschließlich Ortsbürgermeister gebildet. Gleichzeitig verlor die Siedlung Staats ihren Status als Ortsteil und wurde zum Wohnplatz (kleinere Ansiedlung).

### Einwohnerentwicklung
| Jahr | Einwohner |
| ---- | --------- |
| 1734 | 125       |
| 1772 | 059       |
| 1790 | 123       |
| 1798 | 139       |
| 1801 | 121       |
| 1818 | 158       |

| Jahr | Einwohner |
| ---- | --------- |
| 1840 | 207       |
| 1864 | 258       |
| 1871 | 265       |
| 1885 | 250       |
| 1892 | [00]244   |
| 1895 | 271       |

| Jahr | Einwohner |
| ---- | --------- |
| 1900 | [00]370   |
| 1905 | 299       |
| 1910 | [00]322   |
| 1925 | 520       |
| 1939 | 307       |
| 1946 | 527       |

| Jahr | Einwohner |
| ---- | --------- |
| 1964 | 354       |
| 1971 | 378       |
| 1981 | 389       |
| 1993 | 342       |
| 2006 | 280       |
| 2013 | [00]241   |

| Jahr | Einwohner |
| ---- | --------- |
| 2014 | [00]231   |
| 2018 | [00]214   |
| 2019 | [00]216   |
| 2021 | [00]216   |
| 2022 | [00]214   |
| 2023 | [0]210    |

Quelle, wenn nicht angegeben, bis 2006:

## Religion
Die evangelische Kirchengemeinde Staats gehörte früher zur Pfarrei Staats bei Vinzelberg. Sie wird heute betreut vom Pfarrbereich Kloster Neuendorf im Kirchenkreis Salzwedel im Bischofssprengel Magdeburg der Evangelischen Kirche in Mitteldeutschland.
Die katholischen Christen gehören zur Pfarrei St. Hildegard in Gardelegen im Dekanat Stendal im Bistum Magdeburg.

## Politik

### Bürgermeister
Die letzte Bürgermeisterin der Gemeinde Staats war Gundula Kölsch.
Das Amt des Ortschaftsbürgermeisters ist derzeit nicht besetzt, da keine Wahl stattfand.

### Ortschaftsrat
Die Ortschaftsratswahl am 26. Mai 2019 fand mangels Bewerber nicht statt. Eine für den 10. November 2019 angesetzte Neuwahl fand aus gleichem Grunde nicht statt.

## Kultur und Sehenswürdigkeiten
- Die evangelische Dorfkirche Staats ist eine schlichte Backsteinkirche, die 1880/81 im Stil der Neuromanik errichtet wurde. Die Ausmalung des Innenraums wurde 1966 erneuert.[38]
- Der Ortsfriedhof ist auf dem Kirchhof.
- Wassermühle mit oberschlächtigem Wasserrad
- Orchideenwiese – im Mai blühen hier mehr als 1000 wilde Orchideen

## Verkehrsanbindung
Nördlich von Staats verläuft als wichtigste Ost-West-Verbindung im Norden Sachsen-Anhalts die Bundesstraße 188 (Burgdorf-Stendal). Bis Mitte 2007 führte die B 188 noch durch den Ort.

### Verkehr
- Es verkehren Linienbusse und Rufbusse von stendalbus.[39]
- In den Nachbarorten Uchtspringe und Vinzelberg befinden sich die nächstgelegenen Bahnhöfe (Bahnstrecke Hannover–Stendal–Berlin).

## Persönlichkeiten
- Christoph Kersten (1733–1796), Missionar der Herrnhuter Brüdergemeine